# Viola Prestieri
Viola Prestieri (Napoli, 2 giugno 1975) è una produttrice cinematografica italiana, cofondatrice con Riccardo Scamarcio e Valeria Golino della casa di produzione Buena Onda.

## Biografia
Figlia dell'attrice e regista Lucia Ragni e dello scenografo e costumista Franz Prestieri, inizia la sua attività con il regista Mario Martone come segretaria di produzione del film L'amore molesto (1995). Dal 1998 è direttrice alla produzione di vari film, come Radiofreccia, diretto da Luciano Ligabue e L'amico di famiglia, diretto da Paolo Sorrentino, con cui lavorerà più volte.
Nel 2010, insieme a Valeria Golino e Riccardo Scamarcio, fonda una piccola azienda di produzione cinematografica, la Buena Onda, che ha prodotto il film Miele (2013), diretto da Valeria Golino, grazie al quale ha ricevuto vari riconoscimenti per la produzione cinematografica insieme con Scamarcio.

## Filmografia

### Produttrice

#### Cinema

##### Cortometraggi
- Armandino e il Madre, regia di Valeria Golino (2010)
- The Dream, regia di Paolo Sorrentino (2014)

##### Documentari
- L'uomo doppio, regia di Cosimo Terlizzi (2012)
- L'arte viva di Julian Schnabel, regia di Pappi Corsicato (2017)

##### Lungometraggi
- Chimera, regia di Pappi Corsicato (2001)
- Gli infedeli (Les Infidèles), regia di Emmanuelle Bercot, Fred Cavayé, Alexandre Courtes, Jean Dujardin, Michel Hazanavicius, Éric Lartigau e Gilles Lellouche (2012)
- Miele, regia di Valeria Golino (2013)
- Per amor vostro, regia di Giuseppe M. Gaudino (2015)
- Pericle il nero, regia di Stefano Mordini (2016)
- Fortunata, regia di Sergio Castellitto (2017)
- Loro, regia di Paolo Sorrentino (2018)
- Dei, regia di Cosimo Terlizzi (2018)
- Euforia, regia di Valeria Golino (2018)
- Gli infedeli, regia di Stefano Mordini (2020)
- Il filo invisibile, regia di Marco Simon Puccioni (2022)
- Comandante, regia di Edoardo De Angelis (2023)
- Vangelo secondo Maria, regia di Paolo Zucca (2023)
- Another End, regia di Piero Messina (2024)
- Iddu - L'ultimo padrino,  regia di Fabio Grassadonia e Antonio Piazza (2024)
- Nonostante, regia di Valerio Mastandrea (2024)

#### Televisione
- Madre come te, regia di Vittorio Sindoni – film TV (2003)
- Posso chiamarti amore?, regia di Paolo Bianchini – film TV (2004)
- The Bad Guy – serie TV (2022)
- L'arte della gioia, regia di Valeria Golino – miniserie TV (2024)

### Produttrice esecutiva

#### Cinema

##### Cortometraggi
- La partita lenta, regia di Paolo Sorrentino (2009)
- Piccole avventure romane, regia di Paolo Sorrentino (2018)

##### Lungometraggi
- La doppia ora, regia di Giuseppe Capotondi, (2009)
- Hai paura del buio, regia di Massimo Coppola (2010)
- La kryptonite nella borsa, regia di Ivan Cotroneo (2011)
- This Must Be the Place, regia di Paolo Sorrentino (2011)
- Il gioiellino, regia di Andrea Molaioli, (2011)
- La grande bellezza regia di Paolo Sorrentino (2013)
- Benvenuto Presidente! regia di Riccardo Milani (2013)
- Il ragazzo invisibile, regia di Gabriele Salvatores (2014)
- Io e lei, regia di Maria Sole Tognazzi (2015)
- Youth - La giovinezza, regia di Paolo Sorrentino (2015)
- Slam - Tutto per una ragazza, regia di Andrea Molaioli (2016)
- Il ragazzo invisibile - Seconda generazione, regia di Gabriele Salvatores  (2018)
- Bentornato Presidente, regia di Nicola Giuliano (2019)
- Qui rido io, regia di Mario Martone (2021)

#### Televisione
- The Young Pope - serie TV, 10 episodi (2016)
- L'arte della gioia, regia di Valeria Golino – miniserie TV (2024)

## Riconoscimenti
- David di Donatello
  - 2014 – Candidatura al migliore produttore per Miele, insieme con Riccardo Scamarcio

- Nastro d'argento
  - 2013 – Candidatura al miglior produttore per Miele, insieme con Riccardo Scamarcio